# Lista de episódios de Outlander
Outlander é uma série de drama televisiva britânica-americana baseada na série Outlander de romances históricos de viagens no tempo de Diana Gabaldon. Desenvolvido por Ronald D. Moore e produzido pela Sony Pictures Television e Left Bank Pictures para Starz, o programa estreou em 9 de agosto de 2014. É estrelado por Caitriona Balfe como Claire Randall, uma ex-enfermeira casada da Segunda Guerra Mundial, mais tarde cirurgiã que em 1946 foi transportada de volta para a Escócia em 1743, onde conhece o ousado guerreiro das montanhas Jamie Fraser (Sam Heughan) e fica envolvida nos levantes jacobitas.

## Resumo
| Temporada | Temporada | Episódios | Episódios              | Originalmente exibido   | Originalmente exibido  |
| Temporada | Temporada | Episódios | Episódios              | Estreia da temporada    | Final da temporada     |
| --------- | --------- | --------- | ---------------------- | ----------------------- | ---------------------- |
|           | 1         | 16        | 8                      | 9 de agosto de 2014     | 27 de setembro de 2014 |
|           | 1         | 16        | 8                      | 4 de abril de 2015      | 30 de maio de 2015     |
|           | 2         | 13        | 13                     | 9 de abril de 2016      | 9 de julho de 2016     |
|           | 3         | 13        | 13                     | 10 de setembro de 2017  | 10 de dezembro de 2017 |
|           | 4         | 13        | 13                     | 4 de novembro de 2018   | 27 de janeiro de 2019  |
|           | 5         | 12        | 12                     | 16 de fevereiro de 2020 | 10 de maio de 2020     |
|           | 6         | 8         | 8                      | 6 de março de 2022      | 1 de maio de 2022      |
|           | 7         | 16        | 8                      | 16 de junho de 2023     | 11 de agosto de 2023   |
| 8         | 7         | 16        | 22 de novembro de 2024 | 8 de janeiro de 2025    |                        |

## Episódios

### 1ª temporada (2014-15)
| Parte 1 |    |                                                                        |               |                                   |                        |      |
| 1       | 1  | "Sassenach" "(Sassenach)" (BR)                                         | John Dahl     | Ronald D. Moore                   | 9 de agosto de 2014    | 0.72 |
| 2       | 2  | "Castle Leoch" "(Castelo Leoch)" (BR)                                  | John Dahl     | Ronald D. Moore                   | 16 de agosto de 2014   | 0.90 |
| 3       | 3  | "The Way Out" "(A Saída)" (BR)                                         | Brian Kelly   | Ronald D. Moore                   | 23 de agosto de 2014   | 1.00 |
| 4       | 4  | "The Gathering" "(O Encontro)" (BR)                                    | Brian Kelly   | Matthew B. Roberts                | 30 de agosto de 2014   | 0.84 |
| 5       | 5  | "Rent" "(Aluguel)" (BR)                                                | Brian Kelly   | Toni Graphia                      | 6 de setembro de 2014  | 0.95 |
| 6       | 6  | "The Garrison Commander" "(O Comandante da Guarnição)" (BR)            | Brian Kelly   | Ira Steven Behr                   | 13 de setembro de 2014 | 1.10 |
| 7       | 7  | "The Wedding" "(O Casamento)" (BR)                                     | Anna Foerster | Anne Kenney                       | 20 de setembro de 2014 | 1.23 |
| 8       | 8  | "Both Sides Now" "(Ambos os Lados Agora)" (BR)                         | Anna Foerster | Ronald D. Moore                   | 27 de setembro de 2014 | 1.42 |
| Parte 2 |    |                                                                        |               |                                   |                        |      |
| 9       | 9  | "The Reckoning" "(O Acerto de Contas)" (BR)                            | Richard Clark | Matthew B. Roberts                | 4 de abril de 2015     | 1.22 |
| 10      | 10 | "By the Pricking of My Thumbs" "(Pela Picada dos Meus Polegares)" (BR) | Richard Clark | Ira Steven Behr                   | 11 de abril de 2015    | 0.86 |
| 11      | 11 | "The Devil's Mark" "(A Marca do Diabo)" (BR)                           | Mike Barker   | Toni Graphia                      | 18 de abril de 2015    | 1.09 |
| 12      | 12 | "Lallybroch" "(Lallybroch)" (BR)                                       | Mike Barker   | Anne Kenney                       | 25 de abril de 2015    | 1.11 |
| 13      | 13 | "The Watch" "(A Guarda)" (BR)                                          | Metin Hüseyin | Toni Graphia                      | 2 de maio de 2015      | 1.05 |
| 14      | 14 | "The Search" "(A Busca)" (BR)                                          | Metin Hüseyin | Matthew B. Roberts                | 9 de maio de 2015      | 1.08 |
| 15      | 15 | "Wentworth Prison" "(Prisão Wentworth)" (BR)                           | Anna Foerster | Ira Steven Behr                   | 16 de maio de 2015     | 1.01 |
| 16      | 16 | "To Ransom a Man's Soul" "(A Redenção da Alma de um Homem)" (BR)       | Anna Foerster | Ira Steven Behr e Ronald D. Moore | 30 de maio de 2015     | 0.98 |

### 2ª temporada (2016)
| N.º na série | N.º na temp. | Título                                                                   | Dirigido por      | Escrito por                       | Exibição original   | Audiência (milhões) |
| ------------ | ------------ | ------------------------------------------------------------------------ | ----------------- | --------------------------------- | ------------------- | ------------------- |
| 17           | 1            | "Through a Glass, Darkly" "(Através de um Espelho, Sombriamente)" (BR)   | Metin Hüseyin     | Ronald D. Moore                   | 9 de abril de 2016  | 1.46                |
| 18           | 2            | "Not in Scotland Anymore" "(Não Está Mais na Escócia)" (BR)              | Metin Hüseyin     | Ira Steven Behr                   | 16 de abril de 2016 | 1.24                |
| 19           | 3            | "Useful Occupations and Deceptions" "(Ocupações e Decepções Úteis)" (BR) | Metin Hüseyin     | Anne Kenney                       | 23 de abril de 2016 | 1.21                |
| 20           | 4            | "La Dame Blanche" "(La Dame Blanche)" (BR)                               | Douglas Mackinnon | Toni Graphia                      | 30 de abril de 2016 | 1.17                |
| 21           | 5            | "Untimely Resurrection" "(Ressurreição Prematura)" (BR)                  | Douglas Mackinnon | Richard Kahan                     | 7 de maio de 2016   | 1.13                |
| 22           | 6            | "Best Laid Schemes..." "(Melhores Esquemas Estabelecidos...)" (BR)       | Metin Hüseyin     | Matthew B. Roberts                | 14 de maio de 2016  | 1.03                |
| 23           | 7            | "Faith" "(Faith)" (BR)                                                   | Metin Hüseyin     | Toni Graphia                      | 21 de maio de 2016  | 1.10                |
| 24           | 8            | "The Fox's Lair" "(A Toca da Raposa)" (BR)                               | Mike Barker       | Anne Kenney                       | 28 de maio de 2016  | 1.06                |
| 25           | 9            | "Je Suis Prest" "(Je Suis Prest)" (BR)                                   | Philip John       | Matthew B. Roberts                | 4 de junho de 2016  | 0.94                |
| 26           | 10           | "Prestonpans" "(Prestonpans)" (BR)                                       | Philip John       | Ira Steven Behr                   | 11 de junho de 2016 | 0.82                |
| 27           | 11           | "Vengeance is Mine" "(A Vingança é Minha)" (BR)                          | Mike Barker       | Diana Gabaldon                    | 18 de junho de 2016 | 0.86                |
| 28           | 12           | "The Hail Mary" "(A Ave Maria)" (BR)                                     | Philip John       | Ira Steven Behr & Anne Kenney     | 18 de junho de 2016 | 1.05                |
| 29           | 13           | "Dragonfly in Amber" "(Libélula no Âmbar)" (BR)                          | Philip John       | Toni Graphia & Matthew B. Roberts | 9 de julho de 2016  | 1.15                |

### 3ª temporada (2017)
| N.º na série | N.º na temp. | Título                                            | Dirigido por         | Escrito por                       | Exibição original      | Audiência (milhões) |
| ------------ | ------------ | ------------------------------------------------- | -------------------- | --------------------------------- | ---------------------- | ------------------- |
| 30           | 1            | "The Battle Joined" "(A Batalha Travada)" (BR)    | Brendan Maher        | Ronald D. Moore                   | 10 de setembro de 2017 | 1.49                |
| 31           | 2            | "Surrender" "(Renda-se)" (BR)                     | Jennifer Getzinger   | Anne Kenney                       | 17 de setembro de 2017 | 1.40                |
| 32           | 3            | "All Debts Paid" "(Todas as Dívidas Pagas)" (BR)  | Brendan Maher        | Matthew B. Roberts                | 24 de setembro de 2017 | 1.55                |
| 33           | 4            | "Of Lost Things" "(Das Coisas Perdidas)" (BR)     | Brendan Maher        | Toni Graphia                      | 1 de outubro de 2017   | 1.59                |
| 34           | 5            | "Freedom & Whisky" "(Liberdade & Uísque)" (BR)    | Brendan Maher        | Toni Graphia                      | 8 de outubro de 2017   | 1.60                |
| 35           | 6            | "A. Malcolm" "(A. Malcolm)" (BR)                  | Norma Bailey         | Matthew B. Roberts                | 22 de outubro de 2017  | 1.72                |
| 36           | 7            | "Crème de Menthe" "(Crème de Menthe)" (BR)        | Norma Bailey         | Karen Campbell                    | 29 de outubro de 2017  | 1.52                |
| 37           | 8            | "First Wife" "(Primeira Esposa)" (BR)             | Jennifer Getzinger   | Joy Blake                         | 5 de novembro de 2017  | 1.64                |
| 38           | 9            | "The Doldrums" "(O Mar Calmo)" (BR)               | David Moore          | Shannon Goss                      | 12 de novembro de 2017 | 1.49                |
| 39           | 10           | "Heaven and Earth" "(Céu e Terra)" (BR)           | David Moore          | Luke Schelhaas                    | 19 de novembro de 2017 | 1.23                |
| 40           | 11           | "Uncharted" "(Inexplorado)" (BR)                  | Charlotte Brandström | Karen Campbell & Shannon Goss     | 26 de novembro de 2017 | 1.40                |
| 41           | 12           | "The Bakra" "(A Bakra)" (BR)                      | Charlotte Brandström | Luke Schelhaas                    | 3 de dezembro de 2017  | 1.51                |
| 42           | 13           | "Eye of the Storm" "(No Olho da Tempestade)" (BR) | Matthew B. Roberts   | Matthew B. Roberts & Toni Graphia | 10 de dezembro de 2017 | 1.43                |

### 4ª temporada (2018-19)
| N.º na série | N.º na temp. | Título                                                   | Dirigido por       | Escrito por                       | Exibição original      | Audiência (milhões) |
| ------------ | ------------ | -------------------------------------------------------- | ------------------ | --------------------------------- | ---------------------- | ------------------- |
| 43           | 1            | "America the Beautiful" "(América Bonita)" (BR)          | Julian Holmes      | Matthew B. Roberts e Toni Graphia | 4 de novembro de 2018  | 1.08                |
| 44           | 2            | "Do No Harm" "(Não Faça Mal)" (BR)                       | Julian Holmes      | Karen Campbell                    | 11 de novembro de 2018 | 0.87                |
| 45           | 3            | "The False Bride" "(A Noiva Falsa)" (BR)                 | Ben Bolt           | Jennifer Yale                     | 18 de novembro de 2018 | 0.86                |
| 46           | 4            | "Common Ground" "(Terreno Comum)" (BR)                   | Ben Bolt           | Joy Blake                         | 25 de novembro de 2018 | 0.96                |
| 47           | 5            | "Savages" "(Selvagens)" (BR)                             | Denise Di Novi     | Bronwyn Garrity                   | 2 de dezembro de 2018  | 0.96                |
| 48           | 6            | "Blood of My Blood" "(Sangue do Meu Sangue)" (BR)        | Denise Di Novi     | Shaina Fewell                     | 9 de dezembro de 2018  | 1.04                |
| 49           | 7            | "Down the Rabbit Hole" "(A Toca do Coelho)" (BR)         | Jennifer Getzinger | Shannon Goss                      | 16 de dezembro de 2018 | 1.12                |
| 50           | 8            | "Wilmington" "(Wilmington)" (BR)                         | Jennifer Getzinger | Luke Schelhaas                    | 23 de dezembro de 2018 | 0.91                |
| 51           | 9            | "The Birds & The Bees" "(Os Pássaros e as Abelhas)" (BR) | David Moore        | Matthew B. Roberts & Toni Graphia | 30 de dezembro de 2018 | 1.01                |
| 52           | 10           | "The Deep Heart's Core" "(O Coração Profundo)" (BR)      | David Moore        | Luke Schelhaas                    | 6 de janeiro de 2019   | 1.16                |
| 53           | 11           | "If Not For Hope" "(Se Não Fosse Pela Esperança)" (BR)   | Mairzee Souls      | Shaina Fewell e Bronwyn Garrity   | 13 de janeiro de 2019  | 1.27                |
| 54           | 12           | "Providence" "(Providência)" (BR)                        | Mairzee Souls      | Karen Campbell                    | 20 de janeiro de 2019  | 1.27                |
| 55           | 13           | "Man of Worth" "(Homem de Valor)" (BR)                   | Stephen Woolfenden | Toni Graphia                      | 27 de janeiro de 2019  | 1.45                |

### 5ª temporada (2020)
| N.º na série | N.º na temp. | Título                                                           | Dirigido por       | Escrito por                       | Exibição original       | Audiência (milhões) |
| ------------ | ------------ | ---------------------------------------------------------------- | ------------------ | --------------------------------- | ----------------------- | ------------------- |
| 56           | 1            | "The Fiery Cross" "(A Cruz de Fogo)" (BR)                        | Stephen Woolfenden | Matthew B. Roberts                | 16 de fevereiro de 2020 | 0.82                |
| 57           | 2            | "Between Two Fires" "(Entre Dois Fogos)" (BR)                    | Stephen Woolfenden | Toni Graphia & Luke Schelhaas     | 23 de novembro de 2020  | 0.79                |
| 58           | 3            | "Free Will" "(Livre Arbítrio)" (BR)                              | Jamie Payne        | Luke Schelhaas                    | 1 de março de 2020      | 0.77                |
| 59           | 4            | "The Company We Keep" "(A Companhia que Mantemos)" (BR)          | Jamie Payne        | Barbara Stepansky                 | 8 de março de 2020      | 0.76                |
| 60           | 5            | "Perpetual Adoration" "(Adoração Perpétua)" (BR)                 | Meera Menon        | Alyson Evans & Steve Kornacki     | 15 de março de 2020     | 0.73                |
| 61           | 6            | "Better to Marry Than Burn" "(Melhor casar do que Queimar)" (BR) | Meera Menon        | Stephanie Shannon                 | 22 de março de 2020     | 0.82                |
| 62           | 7            | "The Ballad of Roger Mac" "(A Balada de Roger Mac)" (BR)         | Stephen Woolfenden | Toni Graphia                      | 29 de março de 2020     | 0.81                |
| 63           | 8            | "Famous Last Words" "(Famosas Últimas Palavras)" (BR)            | Stephen Woolfenden | Danielle Berrow                   | 12 de abril de 2020     | 0.78                |
| 64           | 9            | "Monsters and Heros" "(Monstros e Heróis)" (BR)                  | Annie Griffin      | Shaina Fewell                     | 19 de abril de 2020     | 0.84                |
| 65           | 10           | "Mercy Shall Follow Me" "(A Misericórdia Me Seguirá)" (BR)       | Annie Griffin      | Megan Ferrell Burke               | 26 de abril de 2020     | 0.85                |
| 66           | 11           | "Journeycake" "(Bolo para Jornada)" (BR)                         | Jamie Payne        | Diana Gabaldon                    | 3 de maio de 2020       | 0.87                |
| 67           | 12           | "Never My Love" "(Nunca Meu Amor)" (BR)                          | Jamie Payne        | Matthew B. Roberts e Toni Graphia | 10 de maio de 2020      | 0.86                |

### 6ª temporada (2022)
| N.º na série | N.º na temp. | Título                                                             | Dirigido por            | Escrito por                   | Exibição original   | Audiência (milhões) |
| ------------ | ------------ | ------------------------------------------------------------------ | ----------------------- | ----------------------------- | ------------------- | ------------------- |
| 68           | 1            | "Echoes" "Ecos" (BR)                                               | Kate Cheeseman          | Matthew B. Roberts            | 6 de março de 2022  | 0.64                |
| 69           | 2            | "Allegiance" "Lealdade" (BR)                                       | Kate Cheeseman          | Steve Kornacki & Alyson Evans | 13 de março de 2022 | 0.56                |
| 70           | 3            | "Temperance" "Temperança" (BR)                                     | Justin Molotnikov       | Shaina Fewell                 | 20 de março de 2022 | 0.58                |
| 71           | 4            | "Hour of the Wolf" "A Hora do Lobo" (BR)                           | Christiana Ebohon-Green | Luke Schelhaas                | 27 de março de 2022 | 0.48                |
| 72           | 5            | "Give Me Liberty" "Deixe-me Livre" (BR)                            | Christiana Ebohon-Green | Barbara Stepansky             | 3 de abril de 2022  | 0.49                |
| 73           | 6            | "The World Turned Upside Down" "O Mundo de Cabeça para Baixo" (BR) | Justin Molotnikov       | Toni Graphia                  | 10 de abril de 2022 | 0.53                |
| 74           | 7            | "Sticks and Stones" "Varas e Pedras" (BR)                          | Jamie Payne             | Danielle Berrow               | 24 de abril de 2022 | 0.47                |
| 75           | 8            | "I Am Not Alone" "Eu Não Estou Sozinha" (BR)                       | Jamie Payne             | Luke Schelhaas                | 1 de maio de 2022   | 0.44                |

### 7ª temporada (2023)
| Parte 1 |    |                                                                                       |                  |                                   |                        |       |
| 76      | 1  | "A Life Well Lost" "Uma Vida Bem Gasta" (BR)                                          | Lisa Clarke      | Danielle Berrow                   | 16 de junho de 2023    | 0.387 |
| 77      | 2  | "The Happiest Place on Earth" "O Lugar Mais Feliz na Terra" (BR)                      | Lisa Clarke      | Toni Graphia                      | 23 de junho de 2023    | 0.301 |
| 78      | 3  | "Death Be Not Proud" "Mortos Não Sentem Orgulho" (BR)                                 | Jacquie Gould    | Tyler English-Beckwith            | 30 de junho de 2023    | 0.237 |
| 79      | 4  | "A Most Uncomfortable Woman" "Uma Mulher Muito Desconfortável" (BR)                   | Jacquie Gould    | Marque Franklin-Williams          | 7 de julho de 2023     | 0.441 |
| 80      | 5  | "Singapore" "Cingapura" (BR)                                                          | Tracey Deer      | Taylor Mallory                    | 14 de julho de 2023    | 0.325 |
| 81      | 6  | "Where the Waters Meet" "Onde as Águas se Encontram" (BR)                             | Tracey Deer      | Sarah H. Haught                   | 21 de julho de 2023    | 0.332 |
| 82      | 7  | "A Practical Guide for Time-Travelers" "Um Guia Ptático para Viajantes do Tempo" (BR) | Joss Agnew       | Margot Ye                         | 28 de julho de 2023    | 0.380 |
| 83      | 8  | "Turning Points" "Momento Decisivo" (BR)                                              | Joss Agnew       | Luke Schelhaas                    | 11 de agosto de 2023   | 0.334 |
| Parte 2 |    |                                                                                       |                  |                                   |                        |       |
| 84      | 9  | "Unfinished Business" "Assuntos Pendentes" (BR)                                       | Stewart Svaasand | Barbara Stepansky                 | 22 de novembro de 2024 | 0.279 |
| 85      | 10 | "Brotherly Love" "Amor Fraternal" (BR)                                                | Stweart Svaasand | Luke Schelhaas                    | 29 de novembro de 2024 | 0.222 |
| 86      | 11 | "A Hundredweight of Stones" "O Peso de Centena de Pedras" (BR)                        | Lisa Clarke      | Sarah H. Haught                   | 6 de dezembro de 2024  | ASD   |
| 87      | 12 | "Carnal Knowledge" "Desejo Carnal" (BR)                                               | Lisa Clarke      | Toni Graphia                      | 13 de dezembro de 2024 | ASD   |
| 88      | 13 | "Hello, Goodbye" "Olá, Adeus" (BR)                                                    | Jan Matthys      | Madeline Brestal & Evan McGahey   | 20 de dezembro de 2024 | ASD   |
| 89      | 14 | "Ye Dinna Get Used to It" "Você Não Quer se Acostumar com Isso" (BR)                  | Jan Matthys      | Diana Gabaldon                    | 27 de dezembro de 2024 | ASD   |
| 90      | 15 | "Written in My Own Heart's Blood" "Escrito com o Sangue do Meu Próprio Coração" (BR)  | Joss Agnew       | Danielle Berrow                   | 3 de janeiro de 2025   | ASD   |
| 91      | 16 | "A Hundred Angels" "Uma Centena de Anjos" (BR)                                        | Joss Agnew       | Matthew B. Roberts & Toni Graphia | 17 de janeiro de 2025  | ASD   |

## Audiência
| Temporada | Temporada | Ep. 1 | Ep. 2 | Ep. 3 | Ep. 4 | Ep. 5 | Ep. 6 | Ep. 7 | Ep. 8 | Ep. 9 | Ep. 10 | Ep. 11 | Ep. 12 | Ep. 13 | Ep. 14 | Ep. 15 | Ep. 16 | Audiência |
| --------- | --------- | ----- | ----- | ----- | ----- | ----- | ----- | ----- | ----- | ----- | ------ | ------ | ------ | ------ | ------ | ------ | ------ | --------- |
|           | 1         | 0.72  | 0.90  | 1.00  | 0.84  | 0.95  | 1.10  | 1.23  | 1.42  | 1.22  | 0.86   | 1.09   | 1.11   | 1.05   | 1.08   | 1.01   | 0.98   | 1.04      |
|           | 2         | 1.46  | 1.24  | 1.21  | 1.17  | 1.13  | 1.03  | 1.10  | 1.06  | 0.94  | 0.82   | 0.86   | 1.05   | 1.15   | N/A    | N/A    | N/A    | 1.09      |
|           | 3         | 1.49  | 1.40  | 1.55  | 1.59  | 1.60  | 1.72  | 1.52  | 1.64  | 1.49  | 1.23   | 1.40   | 1.51   | 1.43   | N/A    | N/A    | N/A    | 1.51      |
|           | 4         | 1.08  | 0.87  | 0.86  | 0.96  | 0.96  | 1.04  | 1.12  | 0.91  | 1.01  | 1.16   | 1.27   | 1.27   | 1.45   | N/A    | N/A    | N/A    | 1.07      |
|           | 5         | 0.82  | 0.79  | 0.77  | 0.76  | 0.73  | 0.82  | 0.81  | 0.78  | 0.84  | 0.85   | 0.87   | 0.86   | N/A    | N/A    | N/A    | N/A    | 0.81      |
|           | 6         | 0.64  | 0.56  | 0.58  | 0.48  | 0.49  | 0.53  | 0.47  | 0.44  | N/A   | N/A    | N/A    | N/A    | N/A    | N/A    | N/A    | N/A    | 0.52      |